# Pedaliodes fassli
Pedaliodes fassli är en fjärilsart som beskrevs av Gustav Weymer 1911. Pedaliodes fassli ingår i släktet Pedaliodes och familjen praktfjärilar. Inga underarter finns listade i Catalogue of Life.